# Styloniscus jeanneli
Styloniscus jeanneli is een pissebed uit de familie Styloniscidae. De wetenschappelijke naam van de soort is voor het eerst geldig gepubliceerd in 1940 door Paulian de Felice.